# Fleetwings PQ-12
Le Fleetwings PQ-12 (désignation constructeur : Fleetwings Model 36 était une cible volante radiocommandée, développée pendant les années 1940 pour les United States Army Air Forces (USAAF) par la société américaine Fleetwings (en).

## Conception et développement
Initialement conçu en tant qu'avion-cible télécommandé, un premier prototype du XPQ-12 fut commandé en 1941, mais la commande fut annulée. Toutefois, un exemplaire de la version modifiée XPQ-12A fut construit la même année, dans la nouvelle usine de la société, à Keystone Field, en Pennsylvanie. L'avion était un monoplan monomoteur en contreplaqué, propulsé par un moteur à pistons Lycoming O-435 (en) développant une puissance de 225 ch (168 kW). Il était doté d'un train d'atterrissage tricycle fixe, de deux dérives verticales et pouvait recevoir un cockpit ouvert, pour les vols avec pilote,. Cet exemplaire fut suivi de huit appareils d'essais et d'évaluations YPQ-12A, livrés à l'USAAF. L'YPQ-12A pouvait recevoir une bombe de 227 kg comme charge utile à la place du pilote et de son cockpit.
En octobre 1943, deux YPQ-12A furent transformés en bombes volantes, l'idée du moment étant qu'il était plus facile de convertir un avion déjà existant que d'en concevoir un en partant de zéro. Ils furent équipés d'une caméra de télévision SCR-549-T2 et d'une bombe qui était installée à la place du pilote, un capot doté d'une antenne radio prenant alors la place de la verrière sur le fuselage de l'appareil. Afin que l'hélice ne perturbe pas l'image transmise par la caméra, cette dernière et son système de transmission furent installés sous l'aile droite de l'avion. Un contrepoids était fixé sous l'aile gauche pour conserver un équilibre correct de l'appareil.
Le 10 octobre 1943, deux des huit prototypes YPQ-12A livrés à l'USAAF furent équipés d'une bombe réelle — à laquelle on avait retiré les ailettes — et télécommandés par un opérateur en vol afin de percuter et détruire deux cibles, une simulant un engagement aérien et l'autre simulant une attaque au sol conventionnelle. Le premier appareil s'écrasa à environ six mètres de la cible terrestre, tandis que le deuxième détruisit un avion-cible Culver Cadet en vol. Pendant la préparation de ces deux essais, les YPQ-12A avaient effectué près de dix heures de vol télécommandé, au cours desquelles la qualité de l'image retransmise à l'avion-mère avait été jugée plutôt bonne, celle-ci permettant à l'opérateur de guider l'avion jusqu'à environ 25 mètres derrière sa cible avant de déclencher à distance son explosion.
Une autre commande, concernant la production de 40 appareils de la version de série PQ-12A, fut également annulée,,. L'expérience accumulée pendant les essais furt toutefois utile pour la conception des « drones d'assaut » radiocommandés BQ-1 et BQ-2,.

## Versions
- XPQ-12 : Désignation du prototype, non construit[1],[2] ;
- XPQ-12A : Prototype modifié, produit à un exemplaire[1],[2] ;
- YPQ-12A : Version d'essais et d'évaluations, produite à huit exemplaires[1],[2] ;
- PQ-12A : Version de production, dont 40 exemplaires furent commandés mais aucun ne fut construit[1],[2].

## Spécifications techniques (YPQ-12A)
Données de Jane's All the World's Aircraft 1947
Caractéristiques générales
- Équipage : 1 pilote (pour les vols de convoyage ou d'entraînement)
- Longueur : 6,1 m
- Envergure : 9,2 m
- Hauteur : 2,13 m
- Masse typique : 

  - 996 kg avec un pilote ;
  - 1 219 kg sans pilote et avec une bombe de 227 kg.
- Moteur : 1   moteur à 6 cylindres à plat refroidis par air Lycoming O-435-5 (en) de 225 ch (168 kW)

 Performances 
- Vitesse maximale : 298 km/h

Armement

- Charge militaire de 227 kg en option